# Pascal Garibian
Pascal Garibian (Bourg-en-Bresse,  1961. március 22. –) örmény származású francia nemzetközi labdarúgó-játékvezető. Polgári foglalkozása rendőr parancsnok.

## Pályafutása

### Nemzeti játékvezetés
A játékvezetésből 1977-ben vizsgázott, 1978-tól a Basse-Normandie League bírója. 1984-tő területi bíró, 1986-tól szövetségi, 1993-ban az I. Liga játékvezetője. Aktív pályafutása alatt 1300 mérkőzésen működött közre. Az aktív nemzeti játékvezetéstől 2006-ban vonult vissza. Első ligás mérkőzéseinek száma: 229.

#### Nemzeti kupamérkőzések
Vezetett Kupa-döntők száma: 2.

##### Francia Kupa
| Időpont         | Helyszín                | Mérkőzés típusa | Mérkőzés                               | Eredmény | Nézők száma |
| --------------- | ----------------------- | --------------- | -------------------------------------- | -------- | ----------- |
| 1999. május 15. | Francia Stadion, Párizs | döntő           | FC Nantes Atlantique–CS Sedan Ardennes | 1 : 0    | 78 586      |

##### Liga Kupa
| Időpont           | Helyszín                     | Mérkőzés típusa | Mérkőzés             | Eredmény | Nézők száma |
| ----------------- | ---------------------------- | --------------- | -------------------- | -------- | ----------- |
| 2004. április 17. | Francia Stadion, Saint-Denis | döntő           | FC Nantes–FC Sochaux | 1 : 1    | 78 409      |

### Nemzetközi játékvezetés
A Francia labdarúgó-szövetség Játékvezető Bizottsága (JB) 1993-ban terjesztette fel nemzetközi játékvezetőnek, a Nemzetközi Labdarúgó-szövetség (FIFA) bíróinak keretébe. Több nemzetek közötti válogatott és klubmérkőzést vezetett. FIFA JB besorolás szerint az első kategóriás bíró volt. A francia nemzetközi játékvezetők rangsorában, a világbajnokság-Európa-bajnokság sorrendjében többedmagával a 33. helyet foglalja el 1 találkozó szolgálatával. Az aktív nemzetközi játékvezetéstől 2006-ban a FIFA 45 éves korhatárát elérve búcsúzott. Válogatott mérkőzéseinek száma: 8. Nemzetközi mérkőzéseinek száma: 60.

#### Európa-bajnokság
Az európai-labdarúgó torna döntőjéhez vezető úton Belgiumba és Hollandiába a XI., a 2000-es labdarúgó-Európa-bajnokságra az UEFA JB játékvezetőként foglalkoztatta.
| Időpont           | Helyszín                  | Mérkőzés típusa           | Mérkőzés          | Eredmény | Nézők száma |
| ----------------- | ------------------------- | ------------------------- | ----------------- | -------- | ----------- |
| 1999. február 10. | Nemzeti Stadion, Ta’ Qali | előselejtező (8. csoport) | Málta–Jugoszlávia | 0 : 3    | 5 167       |

#### Nemzetközi kupamérkőzések

##### UEFA-kupa
| Időpont           | Helyszín                | Mérkőzés típusa           | Mérkőzés            | Eredmény |
| ----------------- | ----------------------- | ------------------------- | ------------------- | -------- |
| 1999. november 2. | Olimpiai Stadion, Athén | második kör (2. mérkőzés) | AÉK–MTK Budapest FC | 1 : 0    |

## Sportvezetőként
Az FFF II. League Fegyelmi Bizottságának elnöke, a JB küldőbizottságának tagja, játékvezető ellenőre,